# Thomas Gumpert
Thomas Gumpert (ur. 11 grudnia 1952 w Lauchhammer, zm. 7 stycznia 2021) – niemiecki aktor telewizyjny, filmowy i teatralny.
W latach 1972–1976 uczył się aktorstwa przy Theaterhochschule „Hans Otto” w Lipsku. Od roku 1972 regularnie występował na scenie Deutschen Nationaltheater w Weimarze. Otrzymał także angaże do teatrów: w Berlinie, Ernst-Deutsch-Theater w Hamburgu, Dortmund, Theater am Turm we Frankfurcie oraz Schaubühne am Lehniner Platz w Berlinie.

## Filmografia

### Seriale TV
- 1980: Der Staatsanwalt hat das Wort jako Franz-Peter Buchholz
- 1983: Marcin Luter (Martin Luther)
- 1983: Der Staatsanwalt hat das Wort jako Ronald 'Ronni' Schlippke
- 1984: Front ohne Gnade jako Dr Gäbler
- 1986: Telefon 110 (Polizeiruf 110)
- 1987: Vera Lenz jako Porucznik z RFN
- 1987: Der Staatsanwalt hat das Wort jako Arzt / Clemens
- 1995: Verbotene Liebe (Zakazana miłość) jako Lenny Fuchs
- 1999: Kobra – oddział specjalny (Alarm für Cobra 11)
- 1997: Verbotene Liebe (Zakazana miłość) jako Karsten Reichelt
- 1998: Verbotene Liebe (Zakazana miłość) jako żandarm
- 1998: Miejsce wilka (Wolffs Revier) jako Dr Wiedemann
- 1999: Klaun (Der Clown) jako Pułkownik
- 2000: Verbotene Liebe (Zakazana miłość) jako Viktor Beyenbach
- 2001: Kobra – oddział specjalny (Alarm für Cobra 11) jako Josef Matuschek
- 1989: Lindenstraße jako Dr Müller
- 2002: Verbotene Liebe (Zakazana miłość) jako Hartmut Walser
- 2002: Miejsce wilka (Wolffs Revier) jako dr Dieter Wiedemann
- 2002–2003: Verbotene Liebe (Zakazana miłość) jako sierżant sztabowy Stefan Falck
- 2003–2008: Verbotene Liebe (Zakazana miłość) jako Johannes von Lahnstein
- 2006: Die Cleveren jako Psycholog
- 2007: Gliniarze z Rosenheim (Die Rosenheim-Cops) jako Peter Nosseck
- 2009: Alisa – Idź za głosem serca (Alisa – Folge deinem Herzen) jako Ludwig Castellhoff
- 2016: Telefon 110 – odc. „Der Preis der Freiheit” jako Slatko

### Filmy
- 1974: Lotte in Weimar
- 1975: Louping
- 1979: Addio piccola mia
- 1982: Und alles wegen Marietta (TV) jako Alexander Baumgartl
- 1989: Coming Out jako Larry
- 1989: Vera – Der schwere Weg der Erkenntnis (TV) jako BRD-Podporucznik
- 1990 Rückkehr aus der Wüste
- 2002: Von Wegen